# Separator (Batterie)
Ein Separator in elektrochemischen Elementen wie elektrolytischen und galvanischen Zellen hat die Aufgabe, Kathode und Anode, d. h., die negative und positive Elektrode in Akkumulator-Zellen und Primärelementen räumlich und elektrisch zu trennen. Der Separator muss jedoch für die Ionen durchlässig sein, welche die Umwandlung der gespeicherten chemischen Energie in elektrische Energie bewirken. Als Materialien kommen vorwiegend mikroporöse Kunststoffe sowie Vliese aus Glasfaser oder Polyethylen zum Einsatz.

## Aufgabe und Aufbau

Polymer-Separator (in Gelb) in einer Batterie

Der Separator hat die Aufgabe einer Barriere, die die beiden Elektroden elektrisch voneinander isoliert, um interne Kurzschlüsse zu vermeiden. Gleichzeitig muss der Separator jedoch durchlässig für Ionen sein, damit die elektrochemischen Reaktionen in der Zelle ablaufen können.
Ein Separator muss dünn sein, damit der Innenwiderstand möglichst gering ist und eine hohe Packungsdichte erzielt werden kann. Nur so sind gute Leistungsdaten und hohe Kapazitäten möglich. Weitere wichtige Funktionen des Separators sind, den Elektrolyten aufzusaugen und bei geschlossenen Zellen den Gasaustausch zu gewährleisten. Während früher u. a. Gewebe und Papier verwendet wurden, sind heutzutage überwiegend sehr feinporige Materialien im Einsatz wie Vliesstoffe und Membranen.
Als Separator kann auch eine einfache Konstruktion aus spritzgegossenen Kunststoffstegen dienen, wenn es nur darum geht, die Elektroden in einem bestimmten Abstand zu halten.
Eine Sonderform des Separators ist die Röhrchentasche. Diese wird aus zwei Lagen Gewebe bzw. Vliesstoff hergestellt, die zunächst mit einem Harz getränkt, dann miteinander vernäht und in eine bestimmte Röhrchenform gebracht wurden. Diese Röhrchen werden mit aktiver Masse befüllt und werden dann in Bleiakkumulatoren als Elektroden eingesetzt.
Für unterschiedliche chemische Systeme müssen auch unterschiedliche Separatoren eingesetzt werden. Ihre Zusammensetzung richtet sich nach dem Elektrolyten, dem sie im Verlaufe der Lebensdauer ausgesetzt sind. Ein weiteres Kriterium für die Separatorauswahl ist der Preis. Separatoren, die über viele Lade- bzw. Entladezyklen bzw. mehrere Jahre hinweg stabil sein müssen, sind aus höherwertigen Materialien gefertigt als solche, die in kurzlebigen Primärzellen eingesetzt werden.

## Separatoren für wiederaufladbare oder Sekundärelemente
BleiakkumulatorenHier sind Materialien erforderlich, die den stark sauren und oxidativen Bedingungen standhalten können. Es kommen hier extrudierte oder gesinterte Separatoren aus Polyethylen, gesintertem PVC oder Matten aus Mikroglasfaservlies (AGM) in Frage.
Nickel-Cadmium-AkkumulatorenHier, im stark alkalischen Milieu der Kalilauge, sind überwiegend Separatoren aus Polyamid sowie Polyethylen bzw. Polypropylen-Kombinationen im Einsatz. Heutzutage werden hier fast ausschließlich Vliesstoffe verwendet. Hydrophobe Polymere können durch Fluorierung oder Netzmittel hydrophil gemacht werden, so dass sie begierig den Elektrolyten aufnehmen.
Nickel-Metallhydrid-AkkumulatorenDie Voraussetzungen sind hier dieselben wie bei Nickel-Cadmium-Akkus nur dass hier zusätzliche Anforderungen an den Akkuseparator gestellt werden. Er muss nämlich in der Lage sein, die Selbstentladung zu verringern. Dies gelingt durch Funktionalisierung der Vliesstoff-Oberfläche mittels chemischer Behandlung. Eine solche kann die Oberflächenbehandlung mit Acrylsäure oder die Sulfonierung sein.
Lithium-AkkumulatorenHier setzt man mikroporöse Membranen ein, um den Ionendurchgang zu ermöglichen. Dabei handelt es sich meist um polymere Folien, die auch aus mehreren Lagen bestehen können. Da diese Folien zwar sehr gute elektrochemische Eigenschaften, aber nur eine geringe Temperaturbeständigkeit (etwa 120 °C) aufweisen, werden auch hitzebeständige mikroporöse keramische Separatoren eingesetzt. Deren mechanische Eigenschaften (Bruchempfindlichkeit) schränken die Einsatzmöglichkeiten allerdings auf ausschließlich stationäre Anwendungen stark ein.
Seit etwa 2009 wird an Materialien gearbeitet, die auf einem sehr feinen Vliesstoff basieren, welcher keramisch beschichtet wurde. Damit erreicht man durch Flexibilität und Temperaturbeständigkeit eine hohe Sicherheit, insbesondere für den Einsatz in Traktionsbatterien für Elektroautos und Hybridfahrzeuge. Eine neue Entwicklung stammt dabei von dem Konzern Evonik und wird von der sächsischen Firma Li-Tec eingesetzt. Die als Separator entwickelte Keramikfolie Separion ist temperaturfest bis etwa 700 °C und soll explosionsartiges thermisches Durchgehen zuverlässig verhindern.

## Separatoren für nicht wiederaufladbare oder Primärzellen
Lithium-Zellen von LithiumbatterienEs werden mikroporöse Folien oder Vliesstoffe verwendet.
Alkali-Mangan-ZellenIn Alkali-Mangan-Batterien werden vorwiegend Vliesstoffe (englisch nonwovens) als Separatoren eingesetzt. Diese bestehen meist aus einer Mischung von Polyvinylalkohol-Mikrofasern (PVA) und Zellulose. Gelegentlich werden auch Laminate aus Vliesstoffen und Membranen, wie beispielsweise Cellophan verwendet. Spezielle Anforderungen an das Separatormaterial in Alkali-Mangan-Batterien sind gute Benetzung und hohe Aufnahmefähigkeit für die alkalische Elektrolytlösung. Der Porendurchmesser muss klein sein, um sogenannte Durchwachsungen des Separators durch Zink-Dendriten, die zum internen Kurzschluss führen, zu vermeiden. Wichtig ist auch ein niedriger Preis des Materials.
Zink-Kohle-ElementeBei diesem Batterietyp wird vorwiegend Papier als Separator eingesetzt.

## Weitere Einsatzfälle
Batterien, welche hohen Temperaturen ausgesetzt sind, erfordern temperaturbeständigere Materialien, z. B. temperaturbeständige Polymere oder auch in Einzelfällen Asbest.
Zu Separatoren in Brennstoffzellen siehe dort.